# Karl-Ludwig Selig
Karl-Ludwig Selig (* 14. August 1926 in Wiesbaden; † 1. Dezember 2012 in New York City) war ein deutschamerikanischer Romanist, Hispanist und Italianist.
Selig kam auf der Flucht vor dem Nationalsozialismus 1938 in die Vereinigten Staaten und wurde 1948 US-amerikanischer Staatsbürger. Er erwarb den Mastergrad mit der Arbeit (Hrsg.) La Hija de Carlos Quinto. Comedia famosa del Doctor Mira de Amescua (Kassel 2002, mit autobiographischem Vorwort). Selig wurde 1955 promoviert an der University of Texas at Austin mit der Arbeit Studies on Alciato in Spain (New York 1990) und war von 1954 bis 1958 an der Johns Hopkins University in Baltimore der letzte Assistent von Leo Spitzer. Er lehrte dann an der University of North Carolina at Chapel Hill, an der University of Minnesota, an der University of Texas, als Professor für Romanistik an der Cornell University und von 1969 bis 1991 an der Columbia University. Nach seiner Emeritierung lehrte er noch an der Universität Greifswald, die ihn 1996 mit einer Honorarprofessur ehrte.

## Schriften
- The Library of Vincencio Juan de Lastanosa, Patron of Gracián, Genf 1960
- Studies on Cervantes, Kassel 1993

Herausgeberschaften
- mit Anna Granville Hatcher: Studia philologica et litteraria in honorem Leo Spitzer, Bern 1958
- John Esten Keller: Hispanic studies in honor of Nicholson B. Adams, Chapel Hill 1966
- mit Robert Somerville: Florilegium Columbianum. Essays in Honor of Paul Oskar Kristeller, New York 1987
- mit Elizabeth Sears: The Verbal & the Visual. Essays in Honor of William Sebastian Heckscher, New York 1990
- Polyanthea. Essays on art and literature in honor of William Sebastian Heckscher, Den Haag 1993